# Allstate Arena
La Allstate Arena (autrefois appelé Rosemont Horizon) est une salle omnisports située à Rosemont, dans la banlieue nord-ouest de Chicago, près de l'aéroport international O'Hare. 
Ses locataires sont les Sky de Chicago de la WNBA, le Rush de Chicago (AFL), les Wolves de Chicago (LAH) et l'équipe de basket-ball de l'Université DePaul, les Blue Demons de DePaul (NCAA). Sa capacité est de 17 500 places pour le basket-ball et 16 143 places pour le hockey sur glace et le football américain en salle.

## Histoire
La Allstate Arena est inaugurée le 2 juillet 1980 sous l'appellation de Rosemont Horizon et son coût de construction est de 19 millions de dollars USD. 
Le 13 août 1979, le toit inachevé du Rosemont Horizon s'est effondré, tuant cinq ouvriers et blessant 16 autres. Le toit, une structure en bois pour isoler contre le bruit de l'aéroport international O'Hare de Chicago voisin, n'a pas été correctement construit et des vents forts ont balayé la structure entière. Plus de 53 % des boulons exigés manquaient sur le toit de la construction. Les 944 boulons de poutrelle exigés avaient déjà été installés, seulement 444 étaient en place. Les dégâts évalués causés par l'écroulement étaient de 3 millions de dollars USD. Le toit fut reconstruit par un entrepreneur différent et l'arène a été achevée en 1980.
Le bâtiment appartient au village de Rosemont et se nomme Rosemont Horizon de 1980 à 1999. C'est en 1999, que Allstate Insurance Company achète les droits d'appellation pour 20 millions de dollars USD.
La salle a accueilli de nombreux tournois de catch, comme le WrestleMania.

## Événements
- Concerts de Madonna (Blond Ambition Tour), les 23 et 24 mai 1990
- NCAA Great Midwest Conference men’s basketball tournament, 1994
- NCAA Midwest Regional first and second round games, 1987 et 1993
- NCAA Chicago Regional Finals, 2005
- WWF Backlash, 29 avril 2001
- WWF Judgment Day, 18 octobre 1998
- WWF Survivor Series 1989, 23 novembre 1989
- WWE No Mercy, 7 octobre 2007
- WrestleMania 2, 7 avril 1986
- WrestleMania 13, 23 mars 1997
- WrestleMania 22, 2 avril 2006
- WCW Spring Stampede, 17 avril 1994
- WWF The Wrestling Classic, 7 novembre 1985
- WWE SmackDown !, 27 juin 2002
- WWE Judgment Day 2009, 17 mai 2009
- WWE Night of Champions 2010, 19 septembre 2010
- WWE Money in the Bank 2011, 17 juillet 2011
- WWE Raw, 26 décembre 2011
- WWE Raw, 3 avril 2006
- WWE Extreme Rules, 29 avril 2012
- WWE Payback, le 16 juin 2013
- WWE Raw, le 3 mars 2014
- WWE Payback, le 1er juin 2014
- WWE Raw, le 29 septembre 2014
- WWE Extreme Rules, 26 avril 2015
- WWE Payback, 1er mai 2016
- WWE Backlash , 21 mai 2017
- WWE Money in the Bank, 17 juin 2018
- NXT TakeOver: WarGames, 23 novembre 2019
- WWE Survivor Series, 24 novembre 2019
- WWE Survivor Series, 25 novembre 2023

## Galerie

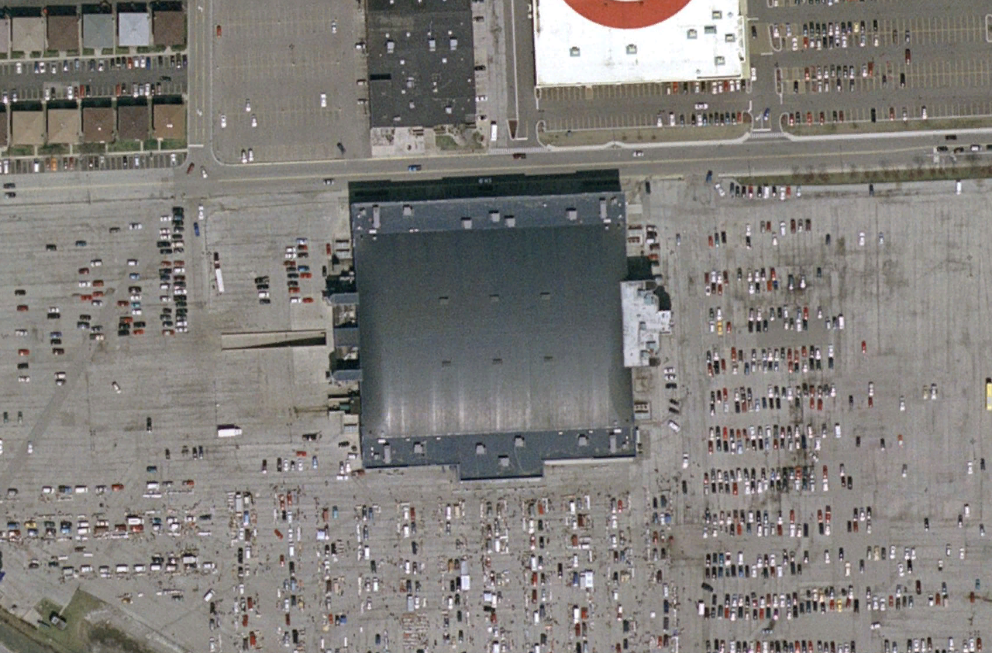
Image satellite